# みだらしだんご

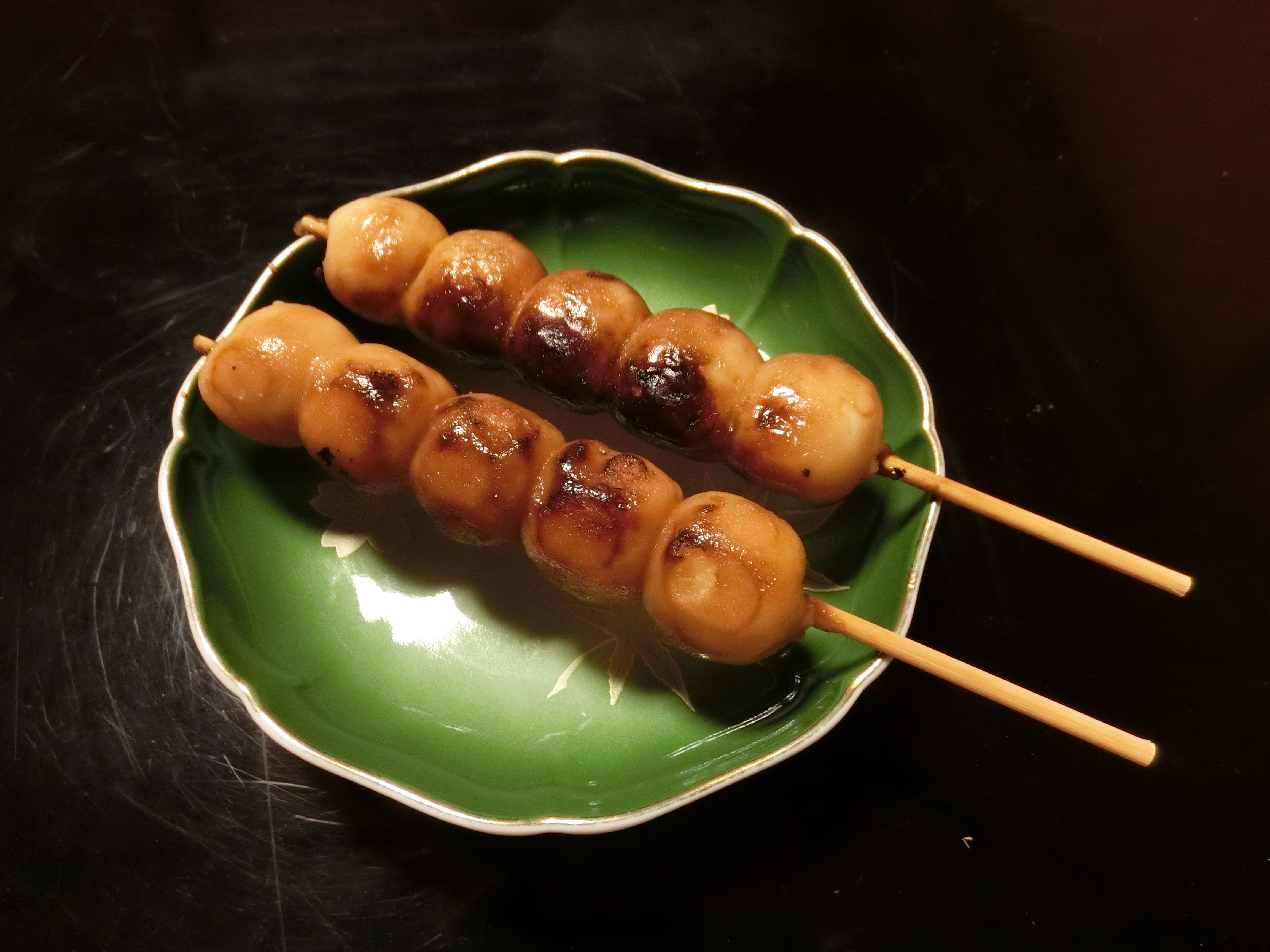
みだらしだんご

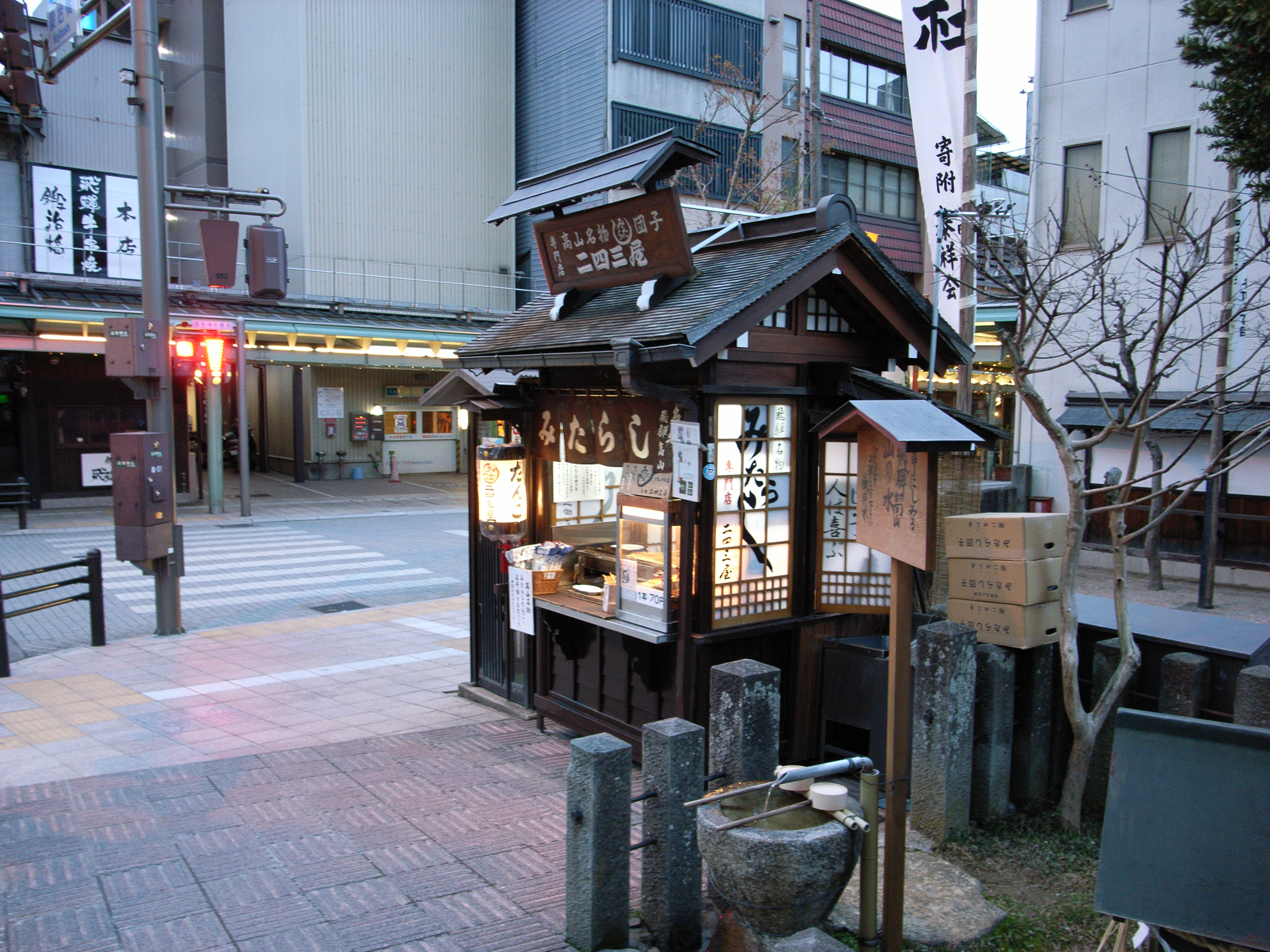
みだらしだんご店（高山市本町）

みだらしだんごは、岐阜県飛騨地方で食される団子。串団子、醤油だんごの一種である。
名称に「だんご」をつけずに、単に「みだらし」ともいう。地元では菓子というより、軽い食事のように食されることが多い。同様の団子は、岐阜県南部や愛知県名古屋周辺でも見受けられ、「みたらし」と呼ばれることもある。

## 特徴
- 米粉に水やお湯を加えてこねて、蒸して小さく丸めた餅状のものを、店により異なるが基本的には5個を串に刺す。団子は直径3～5cm程である。
- これを火で軽く炙り、やや黄みをおびた、醤油のタレにくぐらせ、再び火で炙る。表面に焦げ目がつき、香ばしいかおりがしてきたら食べごろである。
- タレは醤油が主とされている。

団子は、本来菓子としてではなく、保存食の一種として作られており、廃藩置県前の国や藩が、甘みを持つずんだ餅・葛餅などバリエーションにとんだ団子を作る中、当時の製法の団子が現在にまで残った物である。
共に食べられる地域が限定されているのも、全国販売という保存性にむかないため食文化として広まりづらく、現地にて製造した物を食べる以外の方法が困難だからである。
愛知県では、1970年代には名鉄名古屋駅のプラットホームで、「みたらし」の名前で醤油味の焼いた串団子が販売されていた。また大須には現在も同様のみたらしがある。名古屋には他にもみたらしの店があるが、甘みのある「みたらし団子」とは味が異なり、「名古屋のみたらし」という認識を持っている。

## その他
- 高山市、飛騨市（旧古川町）に多くの店がある。旧高山市の「高山市三町伝統的建造物群保存地区」（上三之町、上二之町、上一之町など）や高山陣屋前などでは、小さな屋台でみだらしだんごを売っている。
- NHKの朝の連続テレビ小説さくらで、主人公のさくらが「みだらしだんご」を買い求めたシーンがあるが、この店は実際に飛騨市古川町のみだらしだんごの店を使用した。[要出典]